# QuackShot
«QuackShot» (приблизительный перевод — «Кряк-Выстрел»; полное оригинальное название — «QuackShot: starring Donald Duck», «Кряк-Выстрел с Дональдом Даком в главной роли»; название в русской локализации — «Утиная охота») — платформер, выпущенный для Sega Mega Drive 19 декабря 1991 года. Главные герои — Дональд Дак и его три племянника: Хьюи, Дьюи и Луи (Билли, Дилли и Вилли в русской локализации).
Игра является частью серии, выпущенной Sega of Japan для Sega Mega Drive / Genesis и основанной на мультфильмах производства Walt Disney, которая также включает «Castle of Illusion Starring Mickey Mouse» и «World of Illusion Starring Mickey Mouse and Donald Duck». Её восьмибитным аналогом является «The Lucky Dime Caper», выпущенный только для Sega Master System и Sega Game Gear.

## Игровой процесс
Игроку предстоит управлять Дональдом Даком. Он умеет прыгать, бегать и стрелять (причём список вооружения довольно разнообразный; см. ниже). Также главный герой может скользить по поверхности на животе, что помогает проникать в тайники и проходить этапы.
Прохождение этапа начинается с его выбора на карте (первоначально доступно только три из них — «Дакбург», «Мексика» и «Трансильвания», но, по мере прохождения игры, открываются и новые). Затем Дональда высаживают на место действия из аэроплана, и игрок начинает перемещаться по локации. В конце первой части этапа — каждый из которых, в свою очередь, разделён на несколько частей, но не всегда есть возможность сразу пройти его полностью — ставится метка в виде флага. Если встать рядом с ним и выбрать в инвентаре пункт меню «Call the airplane» („Позвать аэроплан“), то аэроплан с племянниками Дональда снова прилетит за ним и заберёт с того места, где игрок сейчас находится, обратно на карту.
В ходе перемещения игрок будет находить различные разбросанные вещи, которые помогут в прохождении того или иного этапа. Чтобы прочитать описание выбранного предмета, нужно выбрать пункт меню «Look» („Посмотреть“) в инвентаре; чтобы воспользоваться выбранным предметом, нужно выбрать пункт меню «Use» („Использовать“). Среди представленных на локациях вещей могут быть: «Ключ героя», «Ключ викингов», ключ «Слеза сфинкса», скипетр Амона-Ра, свиток, дневник викингов, мороженое, жареная курица, мешок с деньгами и дополнительные жизни.
В начале игры даётся 3 жизни и 5 единиц жизненной силы, которая может быть восстановлена вплоть до 8 единиц при нахождении необходимых предметов. При потере всех жизней есть возможность 3 раза продолжить игру, не начиная прохождение заново.

## Этапы игры
Всего в игре имеется 9 этапов, каждый из которых разделён на несколько больших или маленьких частей.
- «Дакбург» (Duckburg)

Улицы и крыши города. При первом прохождении улиц Дональд встретится с городовым, который скажет, что для продолжения прохождения этапа требуется «Красный вантуз» — для того, чтобы вскарабкаться по стене на крыши. Получить их можно у Гуфи в Мексике — внутри пирамиды. В конце этапа Дональда ждут «американские горки» и встреча с Винтом, который вручает новый вид оружия — «Жевательную резинку». Оно позволит войти в замок Дракулы в Трансильвании.
- «Мексика» (Mexico)

Пустыня и пирамида мексиканских индейцев. В пустыне Дональду предстоит пройти через зыбучие пески и орды живых кактусов, которые «распадаются» на части и вырастают снова при приближении к ним. При первом прохождении пустыни Дональд встретится со стражем входа в пирамиду, который скажет, что для входа в пирамиду необходим ключ. Получить его можно у городового в Дакбурге (если вернуться после разговора со стражем). В конце пирамиды предстоит встреча с Гуфи, который даёт «Красный вантуз» и свиток. Последний понадобится в египетской пирамиде для решения загадки.
- «Трансильвания» (Transylvania)

Замок Графа Дракулы и его окрестности. Самый длинный этап из всех. Здесь Дональду предстоит встреча с призраками (единственные бессмертные враги в игре), скелетами, а также самим Графом Дракулой в качестве босса и его подручными — летучими мышами. Замок имеет одну водную локацию и множество ловушек. После победы над Дракулой Дональд получает доступ на другую часть карты и открывает новые места.
- «Корабль Викингов» (Viking Ship)

Палуба и трюм корабля. На палубе Дональду встретятся викинги, сидящие в бочках и вылезающие на время для того, чтобы запустить стрелу (бочки можно разбивать с помощью «Жевательной резинки»). В конце уровня игрок встретится с капитаном корабля, который сильно напуган привидением, запертым в трюме. Чтобы попасть туда, требуется ключ от трюма, который спрятан в кубе льда на Южном полюсе. За избавление от призрака капитан подарит «Зелёные присоски».
- «Южный Полюс» (South Pole)

Вечные льды и снега, а также их обитатели: пингвины, касатки и моржи. В первой части этого этапа Дональду предстоит достать ключ от трюма корабля викингов, который спрятан в кубе льда. Чтобы его растопить, потребуется скипетр Ра, который находится в пирамиде в Египте. Для прохождения этапа также потребуются «Зелёный вантуз». В конце этапа Дональд находит дневник, который говорит о местонахождении сокровищ, но при возвращении к месту посадки аэроплана его приходится отдать главному антагонисту игры, Чёрному Питу, в обмен на захваченных им же племянников. После этого на карте появляется отметка убежища Чёрного Пита. То, как Дональд улетает с Южного полюса при условии, что Пит вместе с дневником забирает ещё и аэроплан, из игры остаётся неясным.
- «Египет» (Egypt)

Египетская пустыня и пирамида. Внутри пирамиды Дональда ждут различные ловушки, огненные пропасти и опускающийся потолок (чтобы понять, как его остановить, нужно заглянуть в свиток, который дал Гуфи в Мексике).
- «Магараджа» (Maharajah)

Индийский город и дворец магараджи с лабиринтом из комнат и коридоров. Самый короткий этап из всех, при условии, если игрок понял, как пройти через лабиринт. Чтобы получить ключ от пирамиды из рук магараджи, Дональду предстоит обуздать тигра, который вырвался на свободу и сидит в одной из комнат дворца.
- «Убежище» (Hideout)

Владения Пита, где Дональду предстоит пройти через джунгли и производственный цех, чтобы вернуть себе дневник викингов, одолев Пита вместе с его помощниками. Этап не содержит тайных мест и полностью прямолинеен.
- «Великий Утиный Остров Сокровищ» (The Great Duck Treasure Island)

Остров с искомыми сокровищами. После возвращения дневника на карте появится новая метка, куда Дональд сразу же отправляется. Здесь предстоит пройти несколько сложных локаций — джунгли и огромный храм; одолеть стража сокровищ, прежде чем заполучить главную цель всей игры.

## Оружие
Все виды предоставленного игроку оружия отличаются своей специфичностью.
- Plunger («Вантуз») — имеет бесконечный боезапас; существует несколько видов этого оружия, получаемых по ходу игры от разных персонажей:
  - Yellow Plunger — «Жёлтый вантуз» — являются первоначальным оружием; парализует врагов на короткий срок (для разных врагов необходимо разное количество попаданий). В других целях этот вантуз не используется ввиду собственной неэффективности;
  - Red Plunger — «Красный вантуз» — кроме того, что парализуют врагов, ещё и прилипают к стенам и потолкам, помогая вскарабкаться на какую-нибудь стену или столб, или повиснуть на потолке (на некоторое время);
  - Green Plunger — «Зелёный вантуз» — кроме всех свойств красных присосок имеют также свойство прилипать к летящим птицам (требуются на этапах «Южный полюс» и «Убежище» для перелёта с одного конца пропасти на другой).
- Popcorn («Попкорн») — ограниченный запас.
Убивает врага наповал, прибавляя игроку немного больше очков, чем после поражения врага «Присосками». При выстреле снаряд в виде кукурузы мгновенно разлетается в разные стороны, что помогает легко справляться не только со стоящими противниками, но и с летающими, в воздухе. Также намного быстрее убивает боссов, чем «Присоски». При выстреле тратится 5 единиц боезапаса; наибольший боезапас — 95 (каждая единица найденного «Попкорна» даёт 5 единиц).
- Bubble gum («Жевательная резинка») — ограниченный запас.
Оружие в виде больших пузырей, которое помогает избавиться от преград в виде бочек, каменных плит, ледяных глыб и обычных врагов: так же, как и «Попкорн», убивает врагов мгновенно, а боссов — намного быстрее, чем «Присоски», но снаряды этого оружия невероятно медлительны. При выстреле тратится 1 единица боезапаса; наибольший боезапас — 50.
- Chile pepper («Перец чили») — возможно использовать только несколько раз в течение игры.
Лучшее оружие в игре, однако встречается крайне редко (3 раза за всю игру — в первых частях этапов «Дакбург», «Магараджа» и «Египет»). Чтобы им воспользоваться, необходимо собрать пять стручков острого перца — после этого Дональд становится неуязвимым на небольшой промежуток времени, ускоряется и убивает всех врагов при столкновении с ними.

## Продвижение и выпуск
Игра «QuackShot» был разработан и издан компанией «Sega» для «Sega Genesis» в рамках серии игр с участием персонажей мультфильмов студии Уолта Диснея. В мае 1991 года «Sega» представила игру на выставке «Consumer Electronics Show». Игра была выпущена в Европе в 1991 году, в Северной Америке — 19 декабря 1991 года и в Японии — 20 декабря 1991 года. Позже «QuackShot» была выпущен как часть пакета под названием «The Disney Collection for Genesis» в 1996 году вместе с «Castle of Illusion».
Также эта игра была портирована на «Sega Saturn» и выпущена исключительно в Японии вместе с «Castle of Illusion» в рамках серии «Sega Ages» в 1998 году под названием «Sega Ages: I Love Mickey Mouse».

## Восприятие
Игра получила преимущественно положительные отзывы критиков. «GameRankings» — агрегатор отзывов о видеоиграх — присвоил ей оценку 77 % на основе 2 мнений. «Mega» поместила игру на 7-е место в своём списке «Лучшие игры „Mega Drive“ всех времён». Журнал «MegaTech» высоко оценил графику игры, но раскритиковал игру за лёгкость прохождения. Дэмиан Батт из «Sega Pro» также похвалил графику и отметил различные игровые головоломки. Леви Бьюкенен из «IGN» поставил «QuackShot» 7,3/10, похвалив анимацию, а также музыкальное сопровождение уровней.
Батт критиковал управление Дональдом в определённых ситуациях в игре, а также сложность некоторых уровней и головоломок. Бьюкенен также подверг критике элементы управления, называя их «плавающими», и особо отметил сложность выполнения точных прыжков. Он также был разочарован отсутствием у героев речи. В качестве целевой аудитории он определил детей, «которые мгновенно будут очарованы квестом про Дональда». Подводя итог всему вышесказанному, Бьюкенен характеризует игру как «добротный платформер, споткнувшийся о некоторые сомнительные элементы управления», умеренно приятный 16-битный платформер, который хорошо вписался бы в вашу коллекцию „Genesis“». Такая оценка была вызвана тем, что «„QuackShot“ содержит в себе всё то, чем должна быть мультяшная игра, и даже больше».
«Entertainment Weekly» поставил игре оценку «А» („отлично“) и написал: «Что общего у этой экшн-игры с классическими диснеевскими мультфильмами 1950-х годов? Совершенно ненормальный герой. Во время атак Дональда перья практически слетают с экрана и падают вам на колени».